# Quartier chinois (film, 1947)
Pour les articles homonymes, voir Quartier chinois (homonymie).
Pour plus de détails, voir Fiche technique et Distribution.
Quartier chinois est un film français réalisé par René Sti et sorti en 1947.

## Synopsis
Sur fond de trafic d'opium, une chanteuse dont un policier est amoureux est enlevée.

## Fiche technique
- Titre : Quartier chinois
- Réalisation : René Sti assisté de Jean Bastia
- Scénario : Robert Bibal
- Décor : Louis Le Barbenchon
- Photographie : René Colas
- Son : Séverin Frankiel
- Monteuse : Marcelle Driguet
- Musique : Marcel Landowski
- Pays de production :  France
- Société de production :  Codo Cinéma
- Société de distribution : Les Films Cristal
- Format : Noir et blanc - 1,37:1 - 35 mm - Son mono
- Genre : Drame
- Durée : 90 minutes
- Date de sortie : France - 7 mars 1947

## Distribution
- Michèle Alfa : Nata
- Sessue Hayakawa : Tchang
- Alfred Adam : Léo Seller
- Paul Azaïs : Toni
- Robert Pizani : Le chef de la police
- Martine Lancel : La boutiquière
- Bernard Amiot
- René Marc
- Raymondis
- Marie-Thérèse Teng